# علي الزيتوني
علي الزيتوني (مواليد 11 يناير 1981)، لاعب كرة قدم تونسي كانت بدايته مع فريق الشبيبة الرياضية بوذرف ثم انتقل إلى فريق الترجي الرياضي التونسي فساهم بأهدافه الحاسمة في فوزه بعديد البطولات.
يلعب حالياً مع نادي آنطالياسبور التركي وقد سبق له ان لعب مع نادي الأهلي الإماراتي.
انتمى في عديد المناسبات إلى منتخب تونس لكرة القدم.

## روابط خارجية
- علي الزيتوني على موقع الاتحاد الدولي (مؤرشف)  (الإنجليزية)
- علي الزيتوني على موقع اتحاد تركيا (لاعب) (الإنجليزية)
- علي الزيتوني على موقع رابطة كرة القدم الفرنسية للمحترفين (الإنجليزية)
- علي الزيتوني على موقع قاعدة بيانات كرة القدم.إي يو (الإنجليزية)
- علي الزيتوني على موقع ناشيونال فوتبول تيمز (الإنجليزية)
- علي الزيتوني على موقع Soccerway.com (الإنجليزية)
- علي الزيتوني على موقع عالم كرة القدم.نت (الإنجليزية)
- علي الزيتوني على موقع كووورة
- علي الزيتوني على موقع اللجنة الأولمبية الدولية (الإنجليزية)
- علي الزيتوني على موقع أوليمبيديا (الإنجليزية)